# Lỗ Điện
Lỗ Điện (tiếng Trung: 鲁甸县, Hán Việt: Lỗ Điện huyện) là một huyện tại địa cấp thị Chiêu Thông, tỉnh Vân Nam, Trung Quốc. Huyện này có diện tích 1.487 km², dân số năm 2003 là 370.000 người. Điểm cao nhất có cao độ 3.356 m so với mực nước biển còn điểm thấp nhất có cao độ 568 m. Huyện lỵ đóng tại trấn Thành Bình có độ cao 1.917 m so với mực nước biển. Lỗ Điện có khí hậu miền núi với nhiệt độ trung bình hàng năm là 12,1 °C, lượng mưa trung bình hàng năm 923,5 mm. Lỗ Điện là một huyện nghèo cấp quốc gia, kinh tế khá lạc hậu.

## Các đơn vị hành chính
- Các trấn: Văn Bình (文屏), Giang Để (江底), Hỏa Đức Hồng (火德红), Tiểu Trại (小寨), Long Đầu Sơn (龙头山), Thủy Ma (水磨), Lạc Hồng (乐红), Thoa Sơn (梭山), Long Thụ (龙树) và Tân Nhai (新街).
- Các hương: Tỳ Viện (茨院), Đào Nguyên (桃源).